# 발레리 카프리스키
발레리 카프리스키(Valérie Kaprisky, 1962년 8월 19일 ~ )는 프랑스의 배우이다.

## 출연 작품
- 위 러브 유, 유 바스타드 (2014)
- 하트 오브 맨 2 (2007)
- 강경파 (2006)
- 바이 더 프릭킹 오브 마이 썸 (2005)
- 글램 (1997)
- 세이 예스 (1995, Dis-moi oui)
- 카프카의 연인 밀레나 (1991)
- 스트라디바리우 (1988)
- 밀고자 (1988)
- 살로메의 계절 (1984)
- 퍼블릭 우먼 (1984)
- 브레드레스 (1983)
- 아프로디테 (1982)
- 신사는 뚱녀를 좋아해 (1981)